# Ilyarachna profunda
Ilyarachna profunda är en kräftdjursart som beskrevs av Schultz1966. Ilyarachna profunda ingår i släktet Ilyarachna och familjen Munnopsidae. Inga underarter finns listade i Catalogue of Life.